# Maison Bruno Schmidt
La maison Bruno Schmidt est un édifice classé de style Art nouveau géométrique édifié à Saint-Gilles, Bruxelles en Belgique, par l'architecte Jean-Baptiste Dewin.
Avec cet édifice et avec l'Institut chirurgical Berkendael, Dewin donne son interprétation de la Sécession viennoise.

## Localisation
La maison Bruno Schmidt est située au numéro 172 de l'avenue Molière, une artère cossue située sur le territoire de la commune de Saint-Gilles-lez-Bruxelles, dans la banlieue sud de Bruxelles.
Elle est située non loin de la maison personnelle de Jean-Baptiste Dewin construite par Dewin au numéro 151 de la même avenue, dans un quartier riche en immeubles de style Art nouveau : Hôtel Hannon, Hôtel Vandenbroeck, maison-atelier du sculpteur Fernand Dubois, maison les Hiboux, maison-atelier Louise de Hem, maison-atelier du peintre Paul Verdussen…

## Historique
C'est en 1910 que Jean-Baptiste Dewin réalise cette habitation de style Art nouveau à la demande de l'ingénieur des Arts et Manufactures Bruno Schmidt.
La maison fait l'objet d'un classement comme monument historique depuis le 10 octobre 1996 sous la référence 2071-0093/0.

## Architecture
Le bâtiment présente une façade de trois travées et de trois niveaux, composée de manière symétrique de part et d'autre d'un oriel central,.
La géométrisation des volumes et le raffinement des motifs décoratifs de cette façade très graphique révèlent l'attrait de Dewin pour la Sécession viennoise. 
La rez-de-chaussée, édifié en pierre d'Euville alternant avec des bandeaux de pierre bleue est percé d'une porte cochère à droite et d'un triplet de fenêtres à gauche : ces ouvertures sont toutes surmontées d'un linteau à frise de denticules. Le montant droit de la porte cochère porte la signature de l'architecte.
Le premier et le deuxième étage, réalisés en pierre blanche d'Euville, comptent deux travées latérales et un grand oriel central. Ils sont reliés par quatre pilastres moulurés d'ordre colossal (pilastres couvrant plusieurs niveaux) qui donnent un élan vertical à la composition architecturale et se terminent par des amortissements en pierre bleue.
Les fenêtres des étages sont ornées de vitraux aux motifs géométriques et sont surmontées de frise de denticules faisant écho à celles du rez-de-chaussée.
Les allèges des fenêtres du deuxième étage sont ornées de panneaux de mosaïque figurant le faucon représentant la divinité égyptienne Horus. 
Comme le souligne le site de l'inventaire du patrimoine architectural de la Région de Bruxelles-Capitale « Les animaux, et en particulier ceux qui ont trait à la mythologie (le faucon représentant la divinité égyptienne Horus, etc.), sont omniprésents dans les réalisations de Dewin à la même époque ». C'est également vrai pour la maison Bruno Schmidt puisque, au-delà des deux représentations d'Horus, des abeilles sont figurées sur la grille en fer forgé qui délimite le jardinet et sur les discrètes bouches d'aération situées sous les fenêtres.
Enfin, la partie centrale de la façade se termine par une frise de cinq panneaux de mosaïques aux motifs géométriques typiques de l'art de Dewin.

Mosaïques
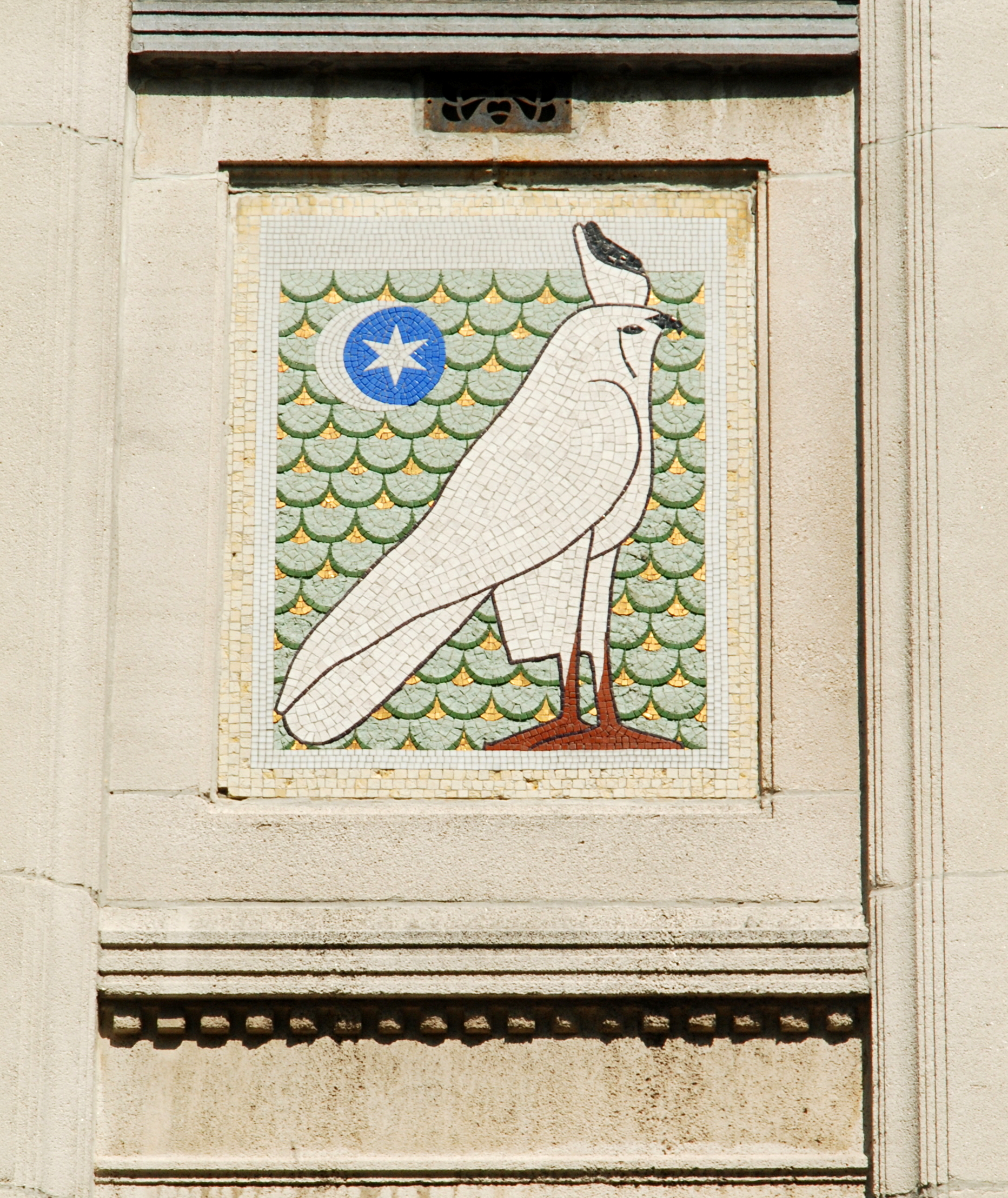
Horus.
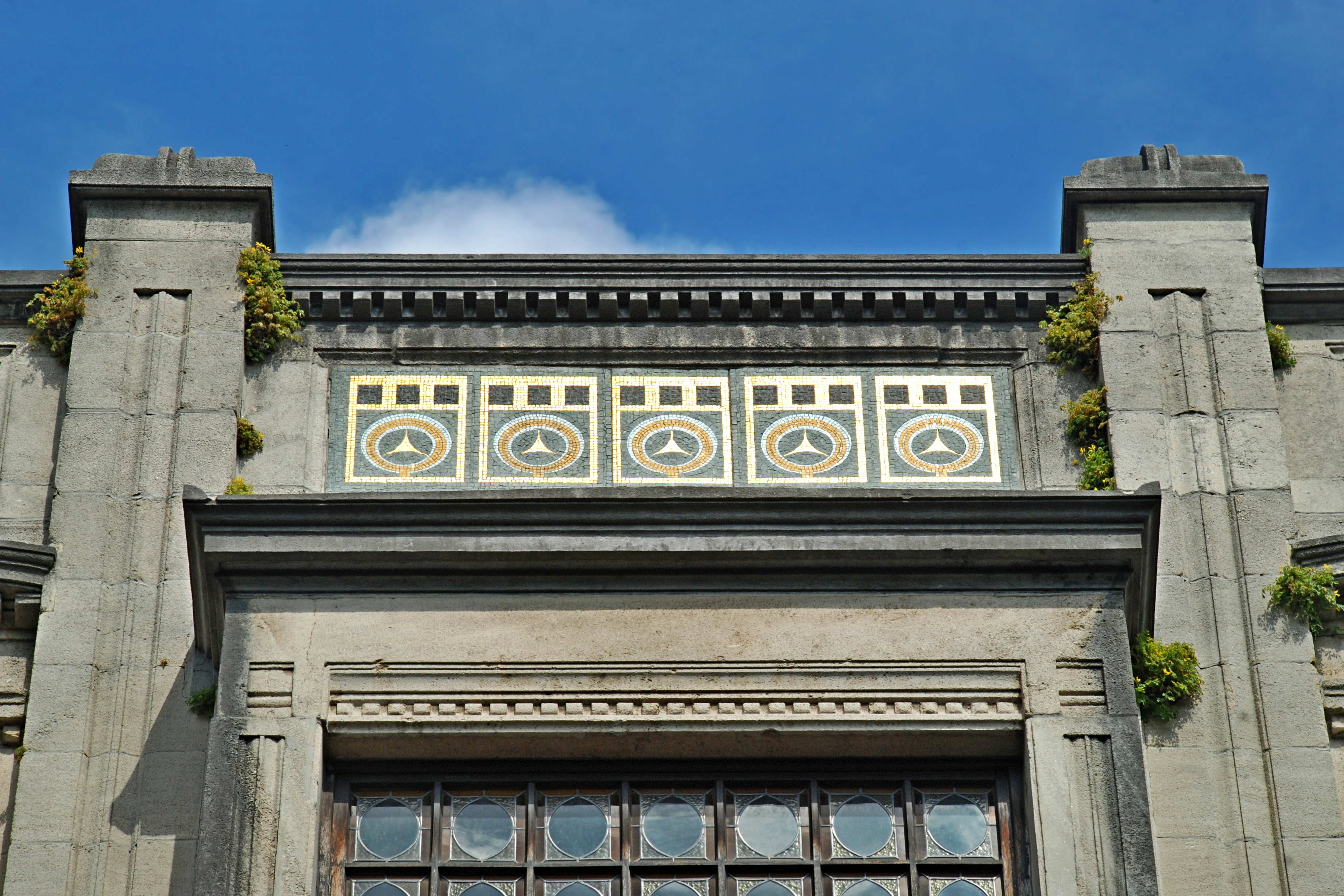
Panneau de mosaïque.
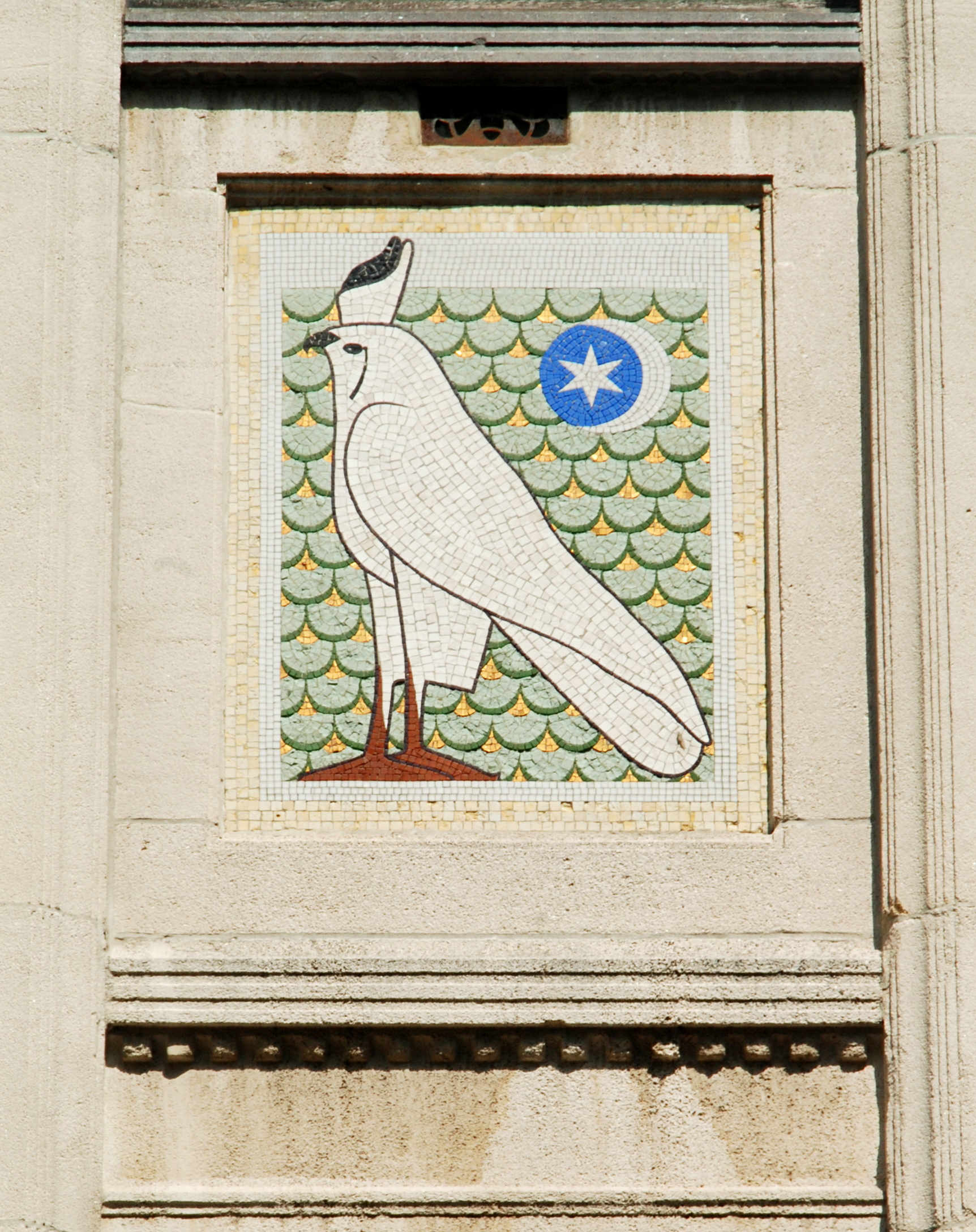
Horus.